# Барассо
Барассо (итал. Barasso) — коммуна в Италии, располагается в провинции Варесе области Ломбардия.
Население составляет 1693 человека, плотность населения составляет 423 чел./км². Занимает площадь 4 км². Почтовый индекс — 21020. Телефонный код — 0332.
Покровителем коммуны почитается святой Мартин Турский, празднование 11 ноября.